# 숀 걸릿

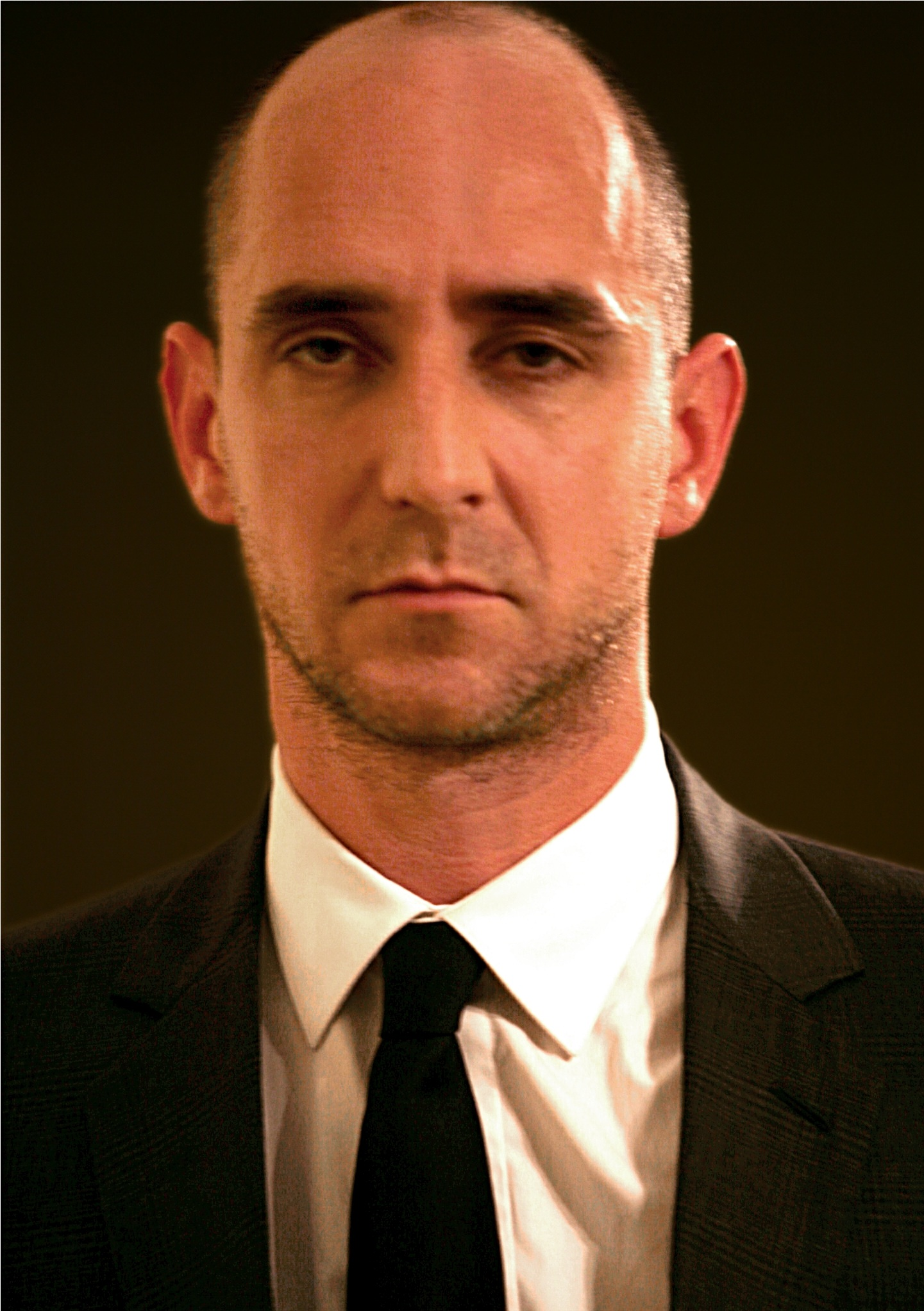

숀 걸릿(Sean Gullette, 1968년 6월 4일 ~ )은 미국의 각본가, 배우, 영화배우, 영화 프로듀서이다.
보스턴에서 태어났다.

## 영화
- 트레이터스 (2013년)
- 더 시츄에이션 (2006년)
- 어 이어 앤 어 데이 (2005년)
- 더 언디저브드 (2004년)
- 해피 엑시던트 (2000년)
- 레퀴엠 (2000년)
- 파이 (1998년) - 맥시밀리안 코엔 역